# Karl Maria Demelhuber
Karl Maria Demelhuber (26 de mayo de 1896 - 18 de marzo de 1988) fue un funcionario de las SS durante la era nazi.
Alcanzando el rango de Obergruppenführer (General) en las Waffen-SS durante la Segunda Guerra Mundial, comandó la SS-Standarte Germania, la 6.ª División de Montaña SS Nord, el XII Cuerpo SS y el XVI Cuerpo SS.